# Мамаев Курган (платформа)
Мамаев Курган — остановочный пункт Волгоградского региона Приволжской железной дороги, расположен около Мамаева кургана в Центральном районе города Волгограда.

## История
Остановочный пункт делится на две части: верхнюю и нижнюю. Через верхнюю платформу проходят поезда дальнего следования и электропоезда до города Волжского. Через нижнюю платформу курсируют электропоезда пригородного сообщения, связывающие север и юг Волгограда.
В октябре 2017 года была начата реконструкция перрона нижней платформы, которая будет использоваться во время чемпионата мира по футболу для подвоза болельщиков к стадиону «Волгоград Арена». Реконструированная остановочная платформа стала больше. Её длина увеличилась с 120 до 220 метров, а ширина — с 3 до 6 метров, что увеличило пропускную способность. Над платформой появился навес, а с обеих сторон от платформы построили защитное ограждение. Также платформа была оборудована светодиодным освещением, камерами видеонаблюдения, урнами, скамейками, специальным спуском и тактильная покрытием для комфортного передвижения маломобильных пассажиров. После реконструкции, которая должна быть полностью завершена к 9 мая 2018 года, платформа сможет принимать электропоезда в 10 вагонов. Стоимость реконструкции составила 21 миллион рублей.